# سعد محمد حسن (موسيقار)
سعد محمد حسن (توفي يوم 29 مايو 2018 بالقاهرة) هو ملحن مصري ملقب بـ«عملاق الكمان الشرقي»، يعتبر من أشهر الموسيقيين في الوطن العربي، إذ عزف خلف عمالقة الطرب في مصر والعالم العربي من مختلف الأجيال، ومنهم سيدة الغناء العربي أم كلثوم الموسيقار محمد عبد الوهاب وعبد الحليم حافظ ومحمد عبده ومحمد قنديل ونجاة الصغيرة وفايزة أحمد وفريد الأطرش، وشادية، وهدى سلطان ووردة الجزائرية وهاني شاكر وعمرو دياب وتامر حسني وغيرهم. وكان حسن قد عزف للمرة الأولى خلف أم كلثوم بترشيح من الملحن بليغ حمدي، إذ اختاره مع زميله رضا رجب عام 1967، وكانت البداية مع عزف «القلب يعشق كل جميل»، ثم «سيرة الحب» وغيرهما من الأغاني. يعد أبرز عازفي دار الأوبرا المصرية.

## وفاته
توفي يوم 29 مايو 2018 بالقاهرة بعد صراع طويل مع المرض، حيث إن العازف كان يرقد بالمستشفى لسوء حالته الصحية أثناء شهر رمضان.